# Mar Adriático
El mar Adriático (del latín, Mare Hadriaticum) es un golfo estrecho y alargado que forma parte del mar Mediterráneo. Se encuentra situado entre la península itálica, al oeste, y la península balcánica, al este, con una anchura máxima de unos 200 km, y una longitud de unos 800 km. Su extremo meridional limita con el mar Jónico, del que lo separa el canal de Otranto. Su superficie total es de, aproximadamente, 138 600 km².
Las costas occidental, septentrional, y parte de la oriental corresponden a Italia (60% de la longitud de costa del Adriático), mientras que el resto de la costa oriental corresponde a Croacia, Eslovenia, Bosnia y Herzegovina, Montenegro y Albania. Algunos de los ríos que desembocan en el Adriático son el Reno, el Po, el Adigio, el Brenta, el Piave y el Neretva.
La costa del Adriático concentra un gran número de centros turísticos, como Venecia, que recibe el nombre de «Reina del Adriático». Tras la división de Yugoslavia, la costa croata se ha convertido también en un destino turístico muy popular.
Sus aguas sostienen industria pesquera, y se llevan a cabo prospecciones petrolíferas en este mar. Durante los años 1990, varias investigaciones revelaron que sus niveles de contaminación son muy altos.
En las últimas décadas el gobierno de Italia ha intentado hacer de él una barrera contra la inmigración ilegal, en su mayor parte proveniente de Albania.

## Nombre y etimología
Los orígenes del nombre Adriático están relacionados con el asentamiento etrusco de Adria, que probablemente deriva su nombre del ilirio adur que significa agua o mar.
Este mar ha recibido diferentes nombres desde la Antigüedad; en el latín de los antiguos romanos (latín antiguo) se le llamaba Mare Superum; en el latín medieval era Mare Hadriaticum o Mare Adriaticum, mientras que, durante el Renacimiento, venía llamado Golfo di Venezia porque era dominado por la República de Venecia (Venecia, en los siglos XVI, XVII y XVIII, solía ser llamada la "Reina del Adriático").

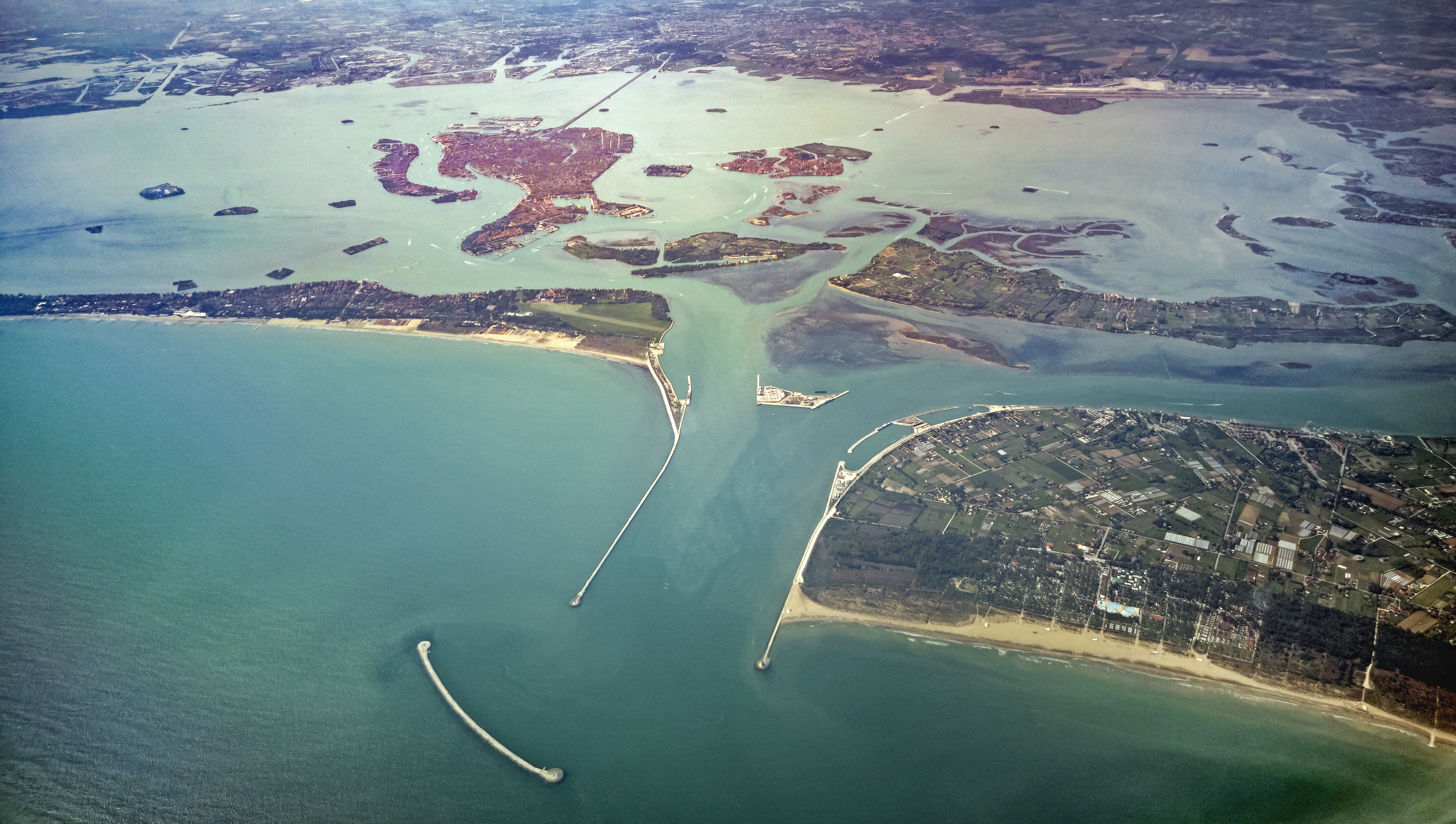
Venecia y el Puerto de "Lido" sobre el Adriático, vistos desde el aire

Los antiguos romanos acostumbraban transportar bienes (incluyendo animales y esclavos) a Ostia Aterni (Pescara, un puerto romano) a través de este mar, mientras que los venecianos lo utilizaron como vía de comercio desde Europa occidental hacia el Oriente.
Su nombre, derivado de la colonia etrusca de Adria (o Hadria), fue designado originalmente solo a la porción superior del mar, pero se fue extendiendo gradualmente al cobrar importancia las colonias de Siracusa.
Pero incluso entonces, el Adriático, en el sentido más limitado, no se extendía más allá de la parte septentrional de la península del Gargano, y la porción al sur de esta era llamada mar Jónico; no obstante, el nombre en ocasiones era usado erróneamente para incluir al golfo de Tarentum (hoy golfo de Tarento), al mar de Sicilia, al golfo de Corinto, e incluso al mar localizado entre Creta y Malta.
El mar Adriático se sitúa mayoritariamente entre las costas de Italia y Croacia, siendo ambas zonas grandes atracciones turísticas.
Las diferentes formas en que este mar es llamado en los países que lo rodean son las siguientes:
- Italiano: Mare Adriatico.
- Albanés: Deti Adriatik.
- Esloveno: Jadransko morje.
- Croata y bosnio: Jadransko more (en uso coloquial también Jadran).
- Montenegrino: Jadransko more, o en el alfabeto cirílico Јадранско море.

## Geografía

Mapa del Mar Adriático.

El Adriático es un mar semicerrado, que limita al suroeste con los Apeninos o la península itálica, al noroeste con las regiones italianas del Véneto y Friul-Venecia Julia, y al noreste con Eslovenia, Croacia, Bosnia-Herzegovina, Montenegro y Albania, la península de los Balcanes. En el sureste, el mar Adriático se une al Mar Jónico en el estrecho de Otranto, de 72 kilómetros de ancho. La Organización Hidrográfica Internacional (OHI) define el límite entre los mares Adriático y Jónico como una línea que va desde la desembocadura del Río Butrinto (latitud 39° 44′ N) en Albania hasta el cabo Karagol en Corfú, pasando por esta isla hasta el cabo Kephali (estos dos cabos están en latitud 39° 45′ N), y hasta el cabo Santa Maria di Leuca (latitud 39° 48′ N). Se extiende 800 kilómetros (500 mi) desde el noroeste hasta el sureste y tiene 200 kilómetros (120 mi) de ancho. Cubre 138 600 kilómetros cuadrados y tiene un volumen de 35 000 kilómetros cúbicos. El Adriático se extiende hacia el noroeste desde los 40° hasta los 45° 47′ de latitud norte, representando la parte más septentrional del Mediterráneo. El mar se divide geográficamente en Adriático Norte, Adriático Central (o Medio) y Adriático Sur.

### Zona económica exclusiva
Zonas económicas exclusivas en el mar Adriático:
| Número | País                 | Área (km²) |
| ------ | -------------------- | ---------- |
| 1      | Italia               | 63 600     |
| 2      | Croacia              | 55 961     |
| 3      | Albania              | 11 105     |
| 4      | Montenegro           | 7460       |
| 5      | Eslovenia            | 192        |
| 6      | Bosnia y Herzegovina | 50         |
| Total  | Mar Adriático        | 138 600    |

## Extensión y batimetría

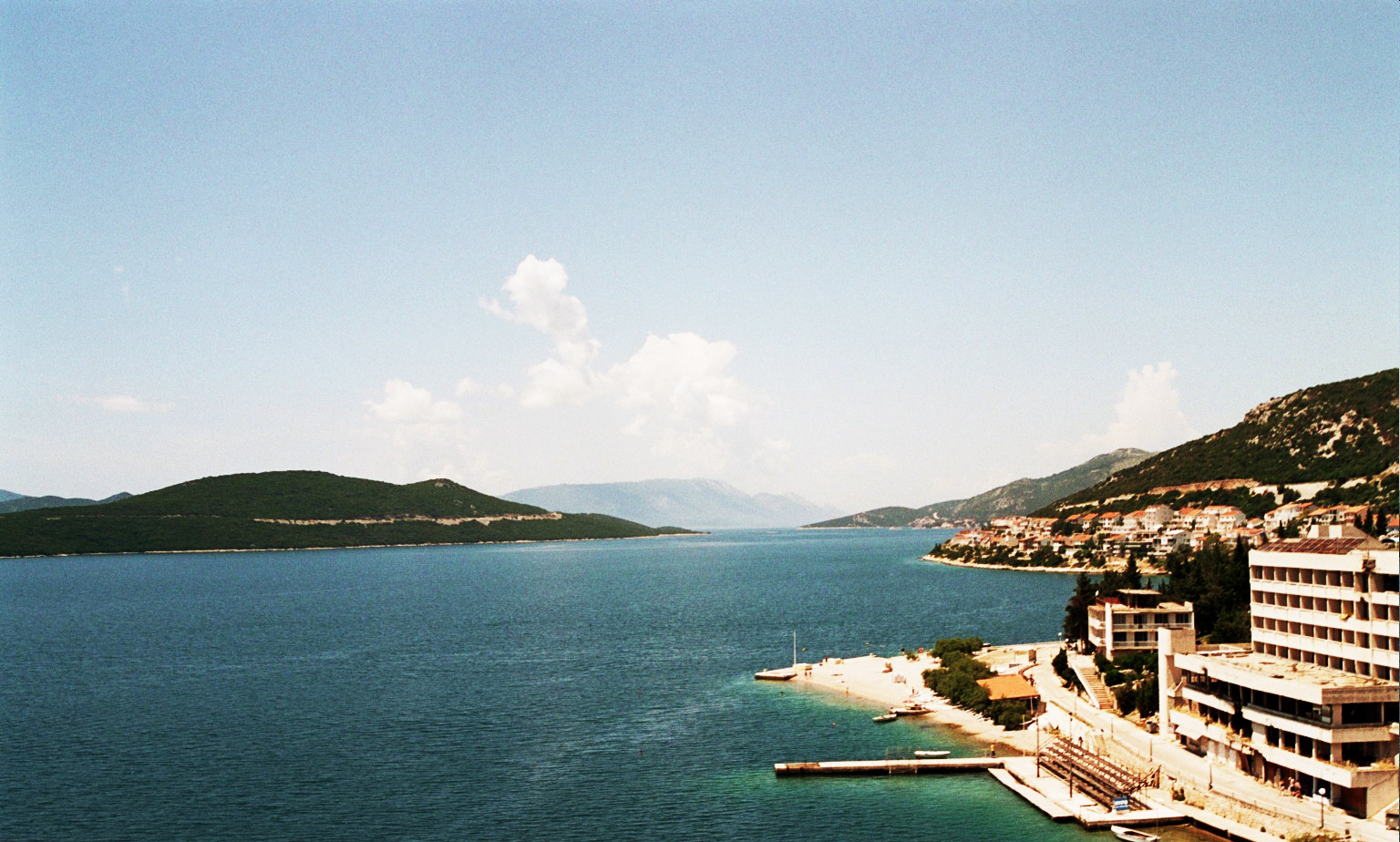
Costa de Neum, en Bosnia y Herzegovina.

La profundidad media del Adriático es de 295,5 metros, y su profundidad máxima es de 1233 metros; sin embargo, la cuenca del Adriático Norte, rara vez supera los 100 metros de profundidad (330 pies). La base de la cuenca del Adriático Norte, que se extiende entre Venecia y Trieste hacia una línea que une Ancona y Zadar, tiene 54 metros de profundidad mínima en su extremo noroeste (con 15 metros de profundidad media internamente a las lagunas de Venecia y de Grado), y se profundiza gradualmente hacia el sureste. Es la mayor plataforma del Mediterráneo y es a la vez una cuenca de dilución y un lugar de formación de aguas de fondo. La cuenca del Adriático Medio se encuentra al sur de la línea Ancona-Zadar, con la Fosa del Adriático Medio de 270 metros de profundidad (también llamada Depresión de Pomo o Fosa de Jabuka). Al sur de la Fosa del Adriático Medio se encuentra la Fosa de Palagruža, de 170 metros de profundidad, que la separa de la Fosa del Adriático Sur, de 1200 metros de profundidad, y la cuenca del Adriático Medio de la cuenca del Adriático Sur. Más al sur, el fondo marino se eleva hasta los 780 metros para formar la Fosa de Otranto en el límite con el Mar Jónico. La cuenca del Adriático Sur es similar en muchos aspectos al Mar Jónico Norte, con el que está conectada.
El Adriático se extiende desde el noroeste de 40° a 45° 45′ N, con una longitud extrema de unos 770 km (415 nmi, 480 mi). Tiene una anchura promedio de alrededor de 160 km, aunque en el canal de Otranto, a través del que conecta con el mar Jónico, esta anchura es de tan solo 85-100 km.
Además, la serie de islas que se encuentran frente a la costa de Croacia reducen la anchura extrema del mar abierto en esa zona a 145 km. Su superficie total es de unos 138600 km².
La parte norte del mar es muy poco profunda, y entre las penínsulas sureñas de Istria y Rímini la profundidad rara vez excede los 46 m (25 brazas). Entre Šibenik y Ortona existe una depresión bien marcada, un área considerable que excede los 180 m (100 brazas) de profundidad.
Desde un punto entre Korčula y la costa norte del Monte Gargano hay una sierra que propicia la existencia de aguas menos profundas, y una cadena rota de unos cuantos islotes se extiende a través del mar.
La zona más profunda del mar se encuentra al este del Monte Gargano, al sur de Dubrovnik y al oeste de Durrës, donde una gran fosa presenta profundidades de 900 m (500 brazas) en adelante, y una pequeña parte en el sur de esta depresión llega hasta los 1460 m (800 brazas). La profundidad promedio del mar se estima en 240 m (132 brazas).

## Hidrología

Esquema de las corrientes del Mar Adriático
corrientes superficiales
corrientes bentónicas

La dinámica de las aguas costeras está determinada por las costas asimétricas y la afluencia del agua marina del Mediterráneo a través del Estrecho de Otranto y más allá a lo largo de la costa oriental. La suave costa italiana (con muy pocos salientes y sin islas importantes) permite que fluya sin problemas la corriente adriática occidental, compuesta por la masa de agua relativamente dulce de la superficie y la masa de agua fría y densa del fondo. Las corrientes costeras en la orilla opuesta son mucho más complejas debido a la línea de costa dentada, a varias islas grandes y a la proximidad de los Alpes Dináricos a la orilla. Esto último produce importantes variaciones de temperatura entre el mar y el interior, lo que da lugar a la creación de inyectores locales. El movimiento de la marea es normalmente leve, permaneciendo por lo general por debajo de los 30 centímetros (12 pulgadas). El punto anfidrómico se encuentra en la mitad de la anchura al este de Ancona.

## Temperatura y salinidad
La temperatura de la superficie del Adriático suele oscilar entre 22 y 30 °C en verano y entre 12 y 14 °C en invierno, excepto en la parte norte de la costa occidental del Adriático, donde desciende a 9 °C en invierno. Las distintas variaciones de temperatura estacionales, con un gradiente longitudinal en el norte y transversal en el Adriático medio y meridional, se atribuyen a las características continentales del mar Adriático: es menos profundo y está más cerca de la tierra que los océanos. Durante los inviernos especialmente fríos, el hielo marino puede aparecer en las zonas costeras poco profundas del Adriático, especialmente en la laguna de Venecia, pero también en bajíos aislados tan al sur como Tisno (al sur de Zadar). El Adriático meridional es entre 8 y 10 °C (14 a 18 °F) más cálido durante el invierno que las regiones más septentrionales. La variación de la salinidad del Adriático a lo largo del año es igualmente clara:[51] oscila entre 38 y 39 PSU. El Adriático meridional está sometido a aguas más saladas procedentes de la cuenca levantina.

## Costas e islas
La costa occidental italiana es generalmente baja, uniéndose, al noroeste, con los pantanos y lagunas del sobresaliente delta del río Po, cuyos sedimentos han causado que el litoral avance varias millas mar adentro — tanto que Adria ahora se encuentra a cierta distancia de la costa.
Entre las ciudades más notables en la costa italiana del Adriático se encuentran Venecia, Trieste, Rávena, Rímini, Ancona, Giulianova, Pescara, Ortona, Vasto, Termoli, Trani, Bari, Brindisi, y Otranto.
La parte italiana de la costa incluye al norte dos grandes lagunas (la de Venecia y la de Marano-Grado), que tienen varios centenares de pequeñas y medianas islas.
La costa oriental balcánica generalmente es escarpada y rocosa, con muchas islas. Al sur de la Península de Istria, que separa al Golfo de Venecia y al Golfo de Trieste del Golfo de Kvarner, la cadena insular costera se extiende hasta Dubrovnik (la antigua Ragusa de Dalmacia).
Las islas, que suelen ser largas y estrechas (como largos ejes que se mantienen paralelos al litoral del continente), se elevan abruptamente a altitudes de unos pocos cientos de pies, con la excepción de unas cuantas islas mayores como Brač (su punto más alto es el Vidova gora, con 778 m) o la península Pelješac (su mayor elevación es el St. Ilija, con 961 m). Hay más de mil islas en el Adriático, de las cuales 66 están deshabitadas.
En el continente, especialmente en la Bahía de Kotor (también conocida como Boka Kotorska o Bocche di Cattaro, llamada así por el pueblo de Kotor-Cattaro), son montañas que caen con frecuencia directamente sobre el mar.

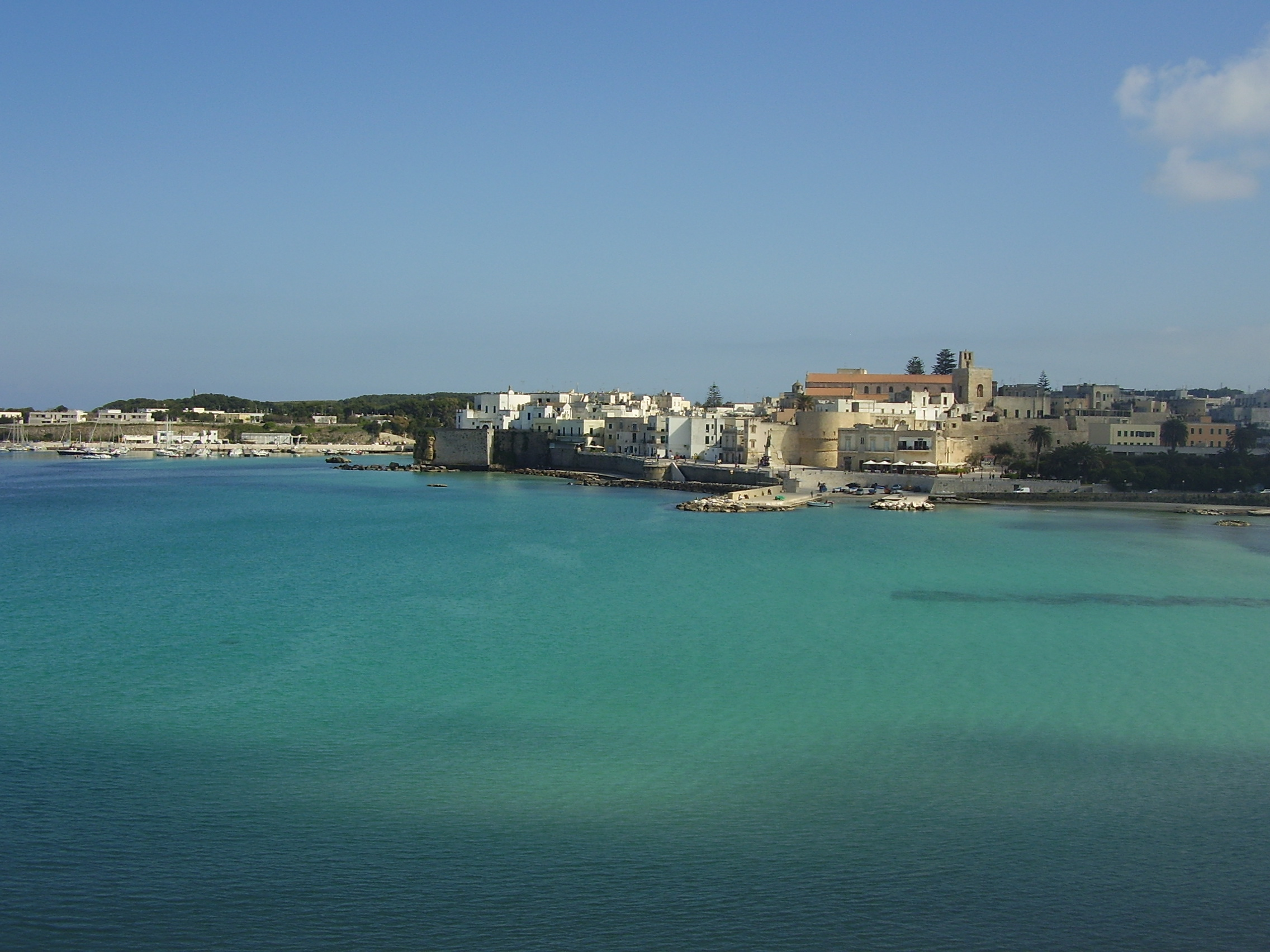
Otranto, Puglia (Italia)

El color más común de las rocas es gris claro, que contrasta fuertemente con la vegetación oscura, la cual en algunas de las islas es exuberante. De hecho, Montenegro recibe su nombre de los pinos salgareños que cubren su litoral. Por su parte, el nombre griego de la isla de Korčula es Korkyra Melaina, que significa Corfú Negro.
Las principales ciudades de la costa oriental (entre paréntesis el nombre autóctono italiano) son Izola (Isola d'Istria), Koper (Capodistria), Piran (Pirano) y Portorož (Portorose) en Eslovenia; Umag (Umago), Poreč (Parenzo), Rovinj (Rovigno), Pula (Pola), Opatija (Abbazia), Rijeka (Fiume), Senj (Segna), Zadar (Zara), Biograd (Zaravecchia), Šibenik (Sebenico), Trogir (Traù), Split (Spalato), Makarska (Macarsca), Ploče y Dubrovnik (Ragusa de Dalmacia) en Croacia; Neum en Bosnia y Herzegovina; Herceg Novi (Castelnuovo), Kotor (Cattaro), Tivat (Teodo), Bar (Antivari), Budva (Budua) y Ulcinj (Dulcigno) en Montenegro; y Durrës (Durazzo) en Albania.

## Datos de interés
- La Bora (viento del noreste), y la prevalencia de ráfagas espontáneas que surgen desde esta dirección o del sureste, son peligrosas para la navegación en el invierno. También destacan los sirocos (viento del sur) que producen lluvias en el invierno y los maestrales (viento del oeste) que propician un buen clima en el verano.

- El movimiento de la marea es tranquilo. El punto anfidrómico está justo en el litoral noroccidental, cerca de Ancona.

## Delimitación de la IHO
La máxima autoridad internacional en materia de delimitación de mares, la Organización Hidrográfica Internacional («International Hydrographic Organization, IHO), considera el mar Ádriático como una subdivisión del mar Mediterráneo. En su publicación de referencia mundial, «Limits of oceans and seas» (Límites de océanos y mares, 3.ª edición de 1953), le asigna el número de identificación 28 (g) y define sus límites de la forma siguiente:

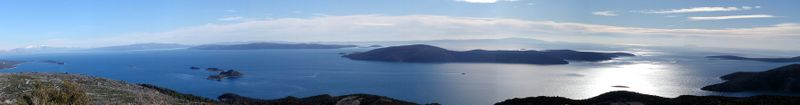
Mar Adriático (Dalmacia, Croacia).

En el sur.
Una línea que va desde la desembocadura del río Butrint (39°44'N), en Albania, hasta el cabo Karagol, en Corfú, y a través de esta isla hasta el cabo de Kephali (estos dos cabos están en la latitud 39º45'N) y al cabo Santa María di Leuca.
Limits of oceans and seas, pág. 9.

## Galería

Puertos en el Adriático
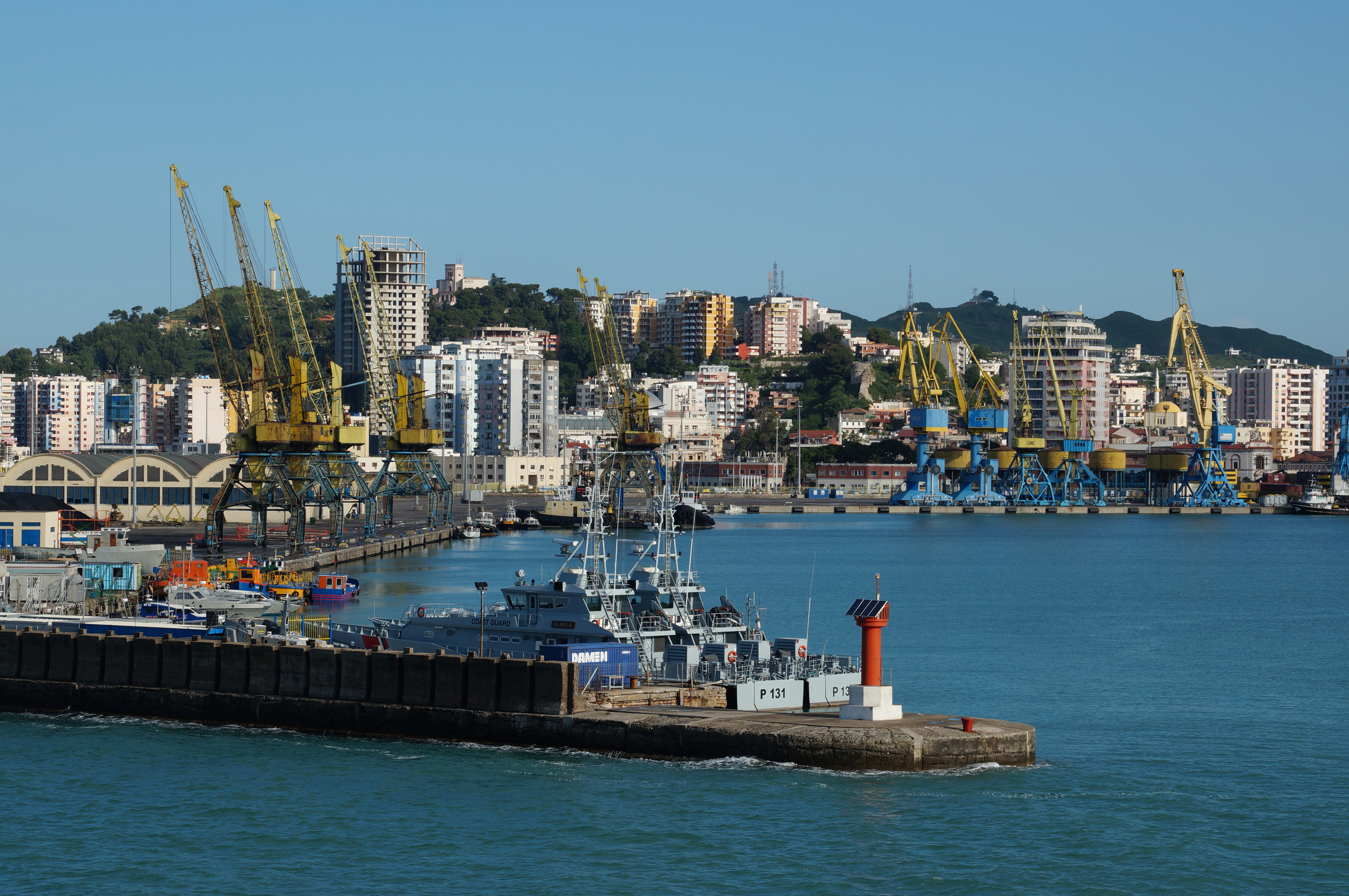
Puerto de Durrës, el mayor puerto de Albania.
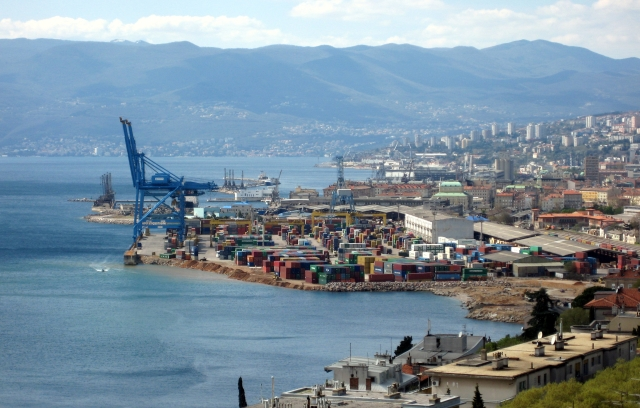
Puerto de Rijeka, el puerto de carga más grande de Croacia.
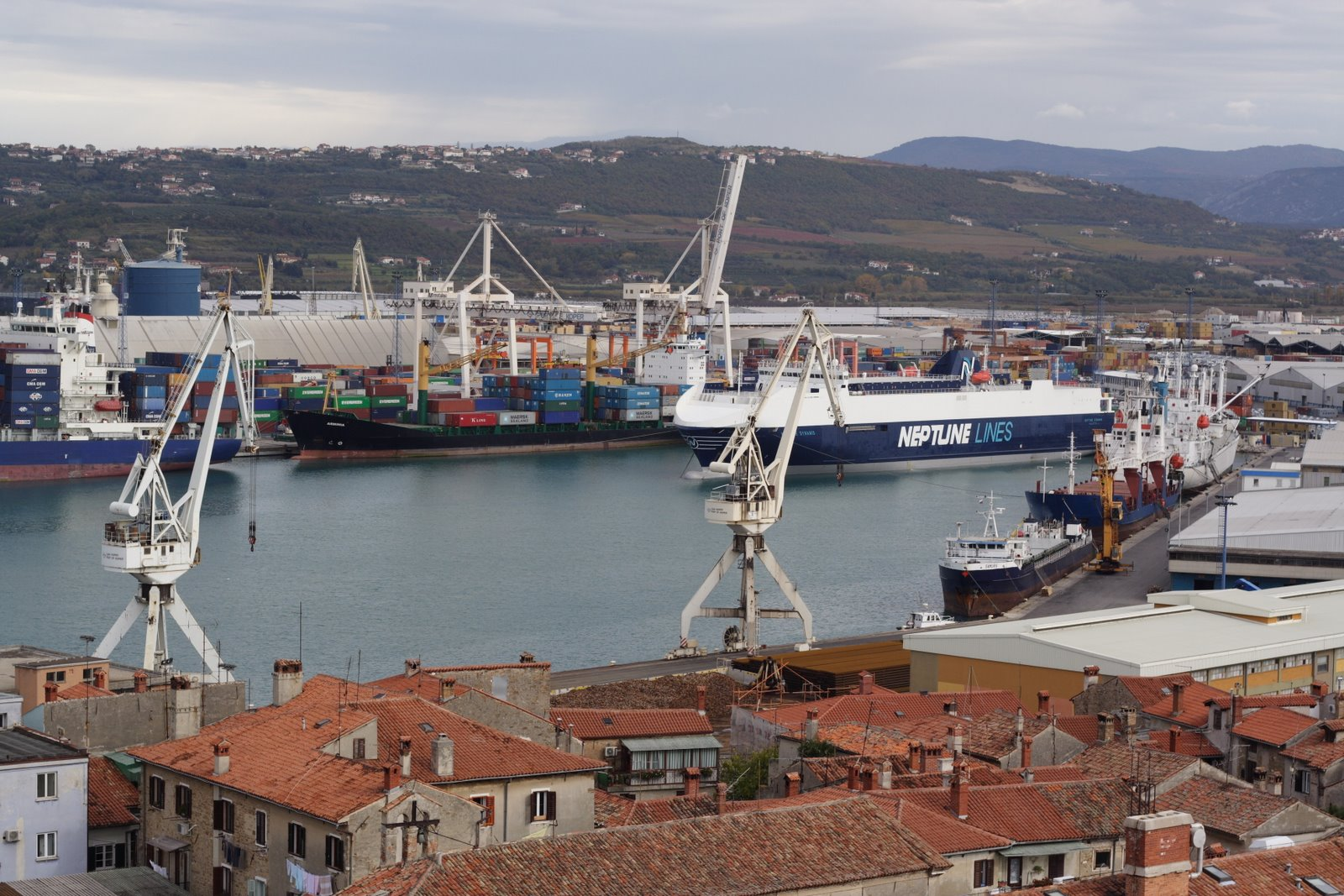
Puerto de Koper, el puerto más grande de Eslovenia
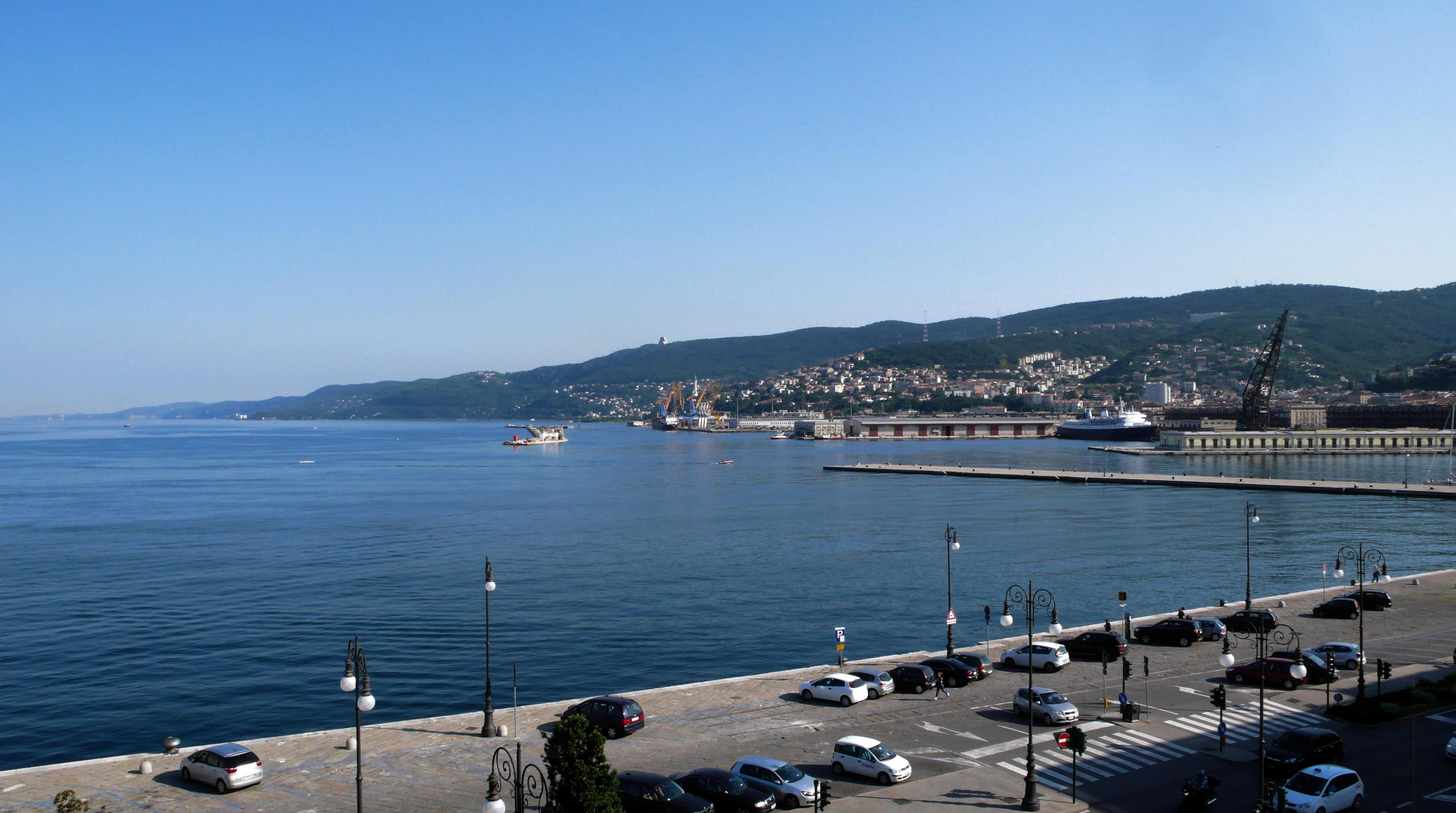
Puerto de Trieste, el puerto de carga más grande del Adriático.
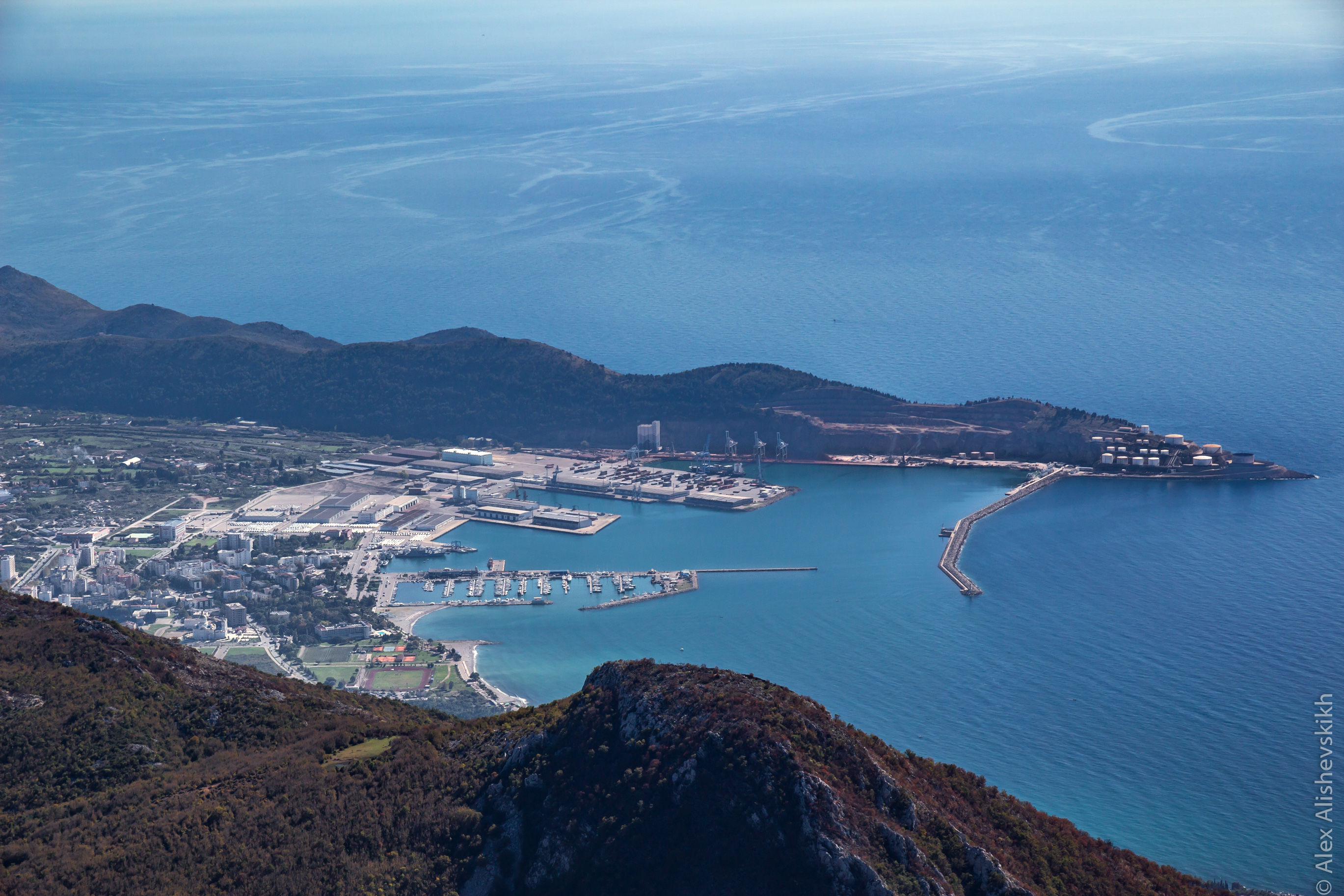
Puerto de Bar, el puerto naval más grande de Montenegro.
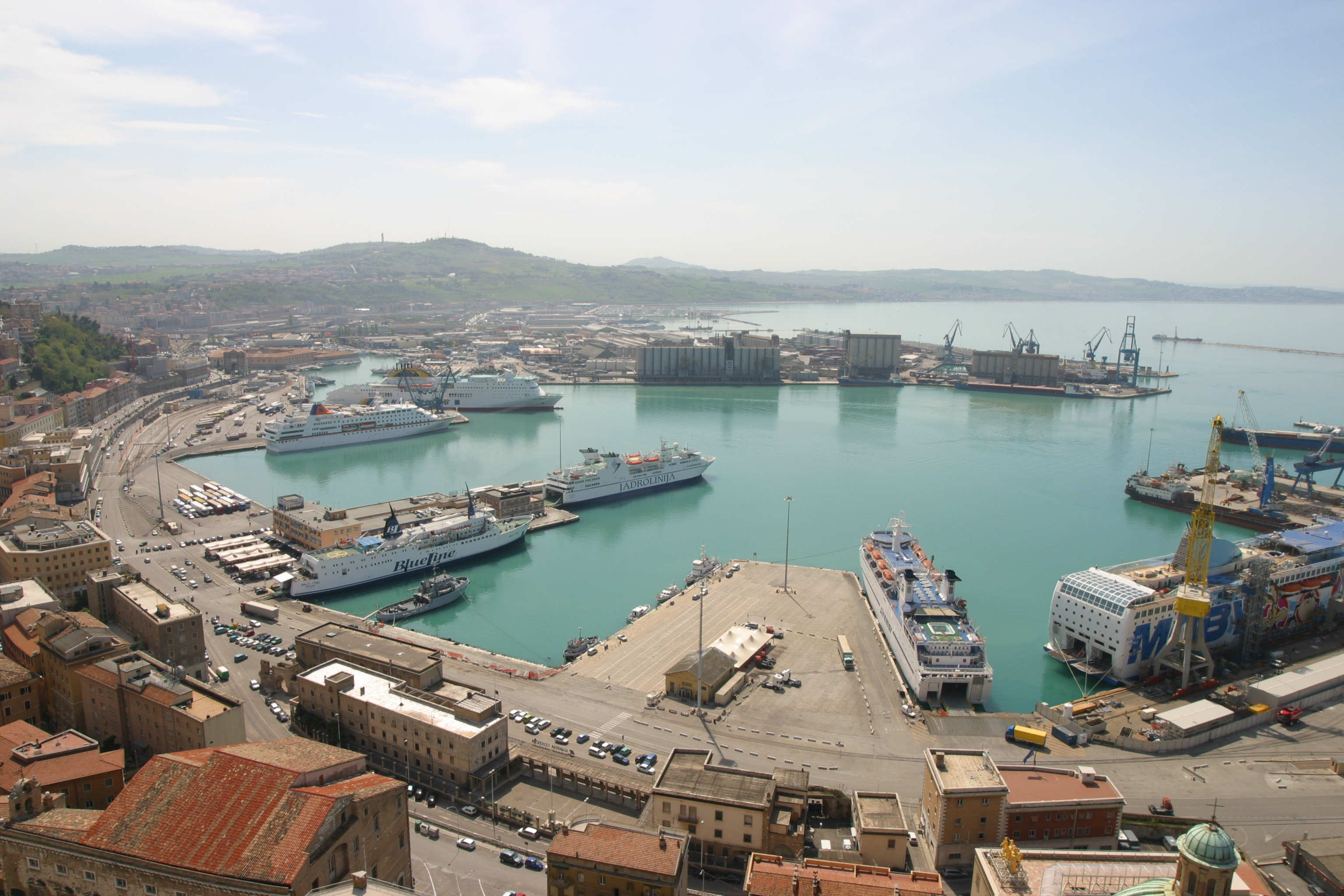
Puerto de Ancona, un puerto de pasajeros.